# Axel Bouteille
Axel Bouteille (Roanne, 14 aprile 1995) è un cestista francese.

## Statistiche

### Eurocup
| Anno      | Squadra      | PG | PT | MP   | TC%  | 3P%  | TL%  | RP  | AP  | PRP | SP  | PP   |
| --------- | ------------ | -- | -- | ---- | ---- | ---- | ---- | --- | --- | --- | --- | ---- |
| 2013-2014 | Élan Chalon  | 4  | 0  | 4,6  | 33,3 | 0,0  | 100  | 1,0 | 0,0 | 0,0 | 0,0 | 1,0  |
| 2017-2018 | Limoges CSP  | 16 | 11 | 23,6 | 51,3 | 35,1 | 83,3 | 3,2 | 1,6 | 0,8 | 0,2 | 11,7 |
| 2018-2019 | Limoges CSP  | 16 | 8  | 23,9 | 54,0 | 51,0 | 84,0 | 3,9 | 1,2 | 0,4 | 0,6 | 12,3 |
| 2020-2021 | Málaga       | 15 | 6  | 21,0 | 49,3 | 47,5 | 68,8 | 2,7 | 1,5 | 0,7 | 0,1 | 12,1 |
| 2022-2023 | Türk Telekom | 22 | 18 | 30,4 | 51,0 | 44,5 | 88,9 | 4,7 | 1,6 | 0,6 | 0,3 | 17,8 |
| Carriera  | Carriera     | 73 | 43 | 24,1 | 51,2 | 44,9 | 83,5 | 3,6 | 1,4 | 0,6 | 0,3 | 13,2 |

## Palmarès

### Squadra
- Campionato francese: 1

Élan Chalon: 2016-17

### Individuale
- All-Eurocup First Team: 1

Türk Telekom: 2022-23